# Адина (Охајо)
Адина (енгл. Adena) град је у америчкој савезној држави Охајо.

## Демографија
По попису из 2010. године број становника је 759, што је 56 (-6,9%) становника мање него 2000. године.
| Група             | 2000.       | 2010.       |
| Белци             | 801 (98,3%) | 740 (97,5%) |
| Афроамериканци    | 10 (1,2%)   | 2 (0,3%)    |
| Азијати           | 1 (0,1%)    | 0 (0,0%)    |
| Хиспаноамериканци | 0 (0,0%)    | 3 (0,4%)    |
| Укупно            | 815         | 759         |